# ییرژی ترونکا

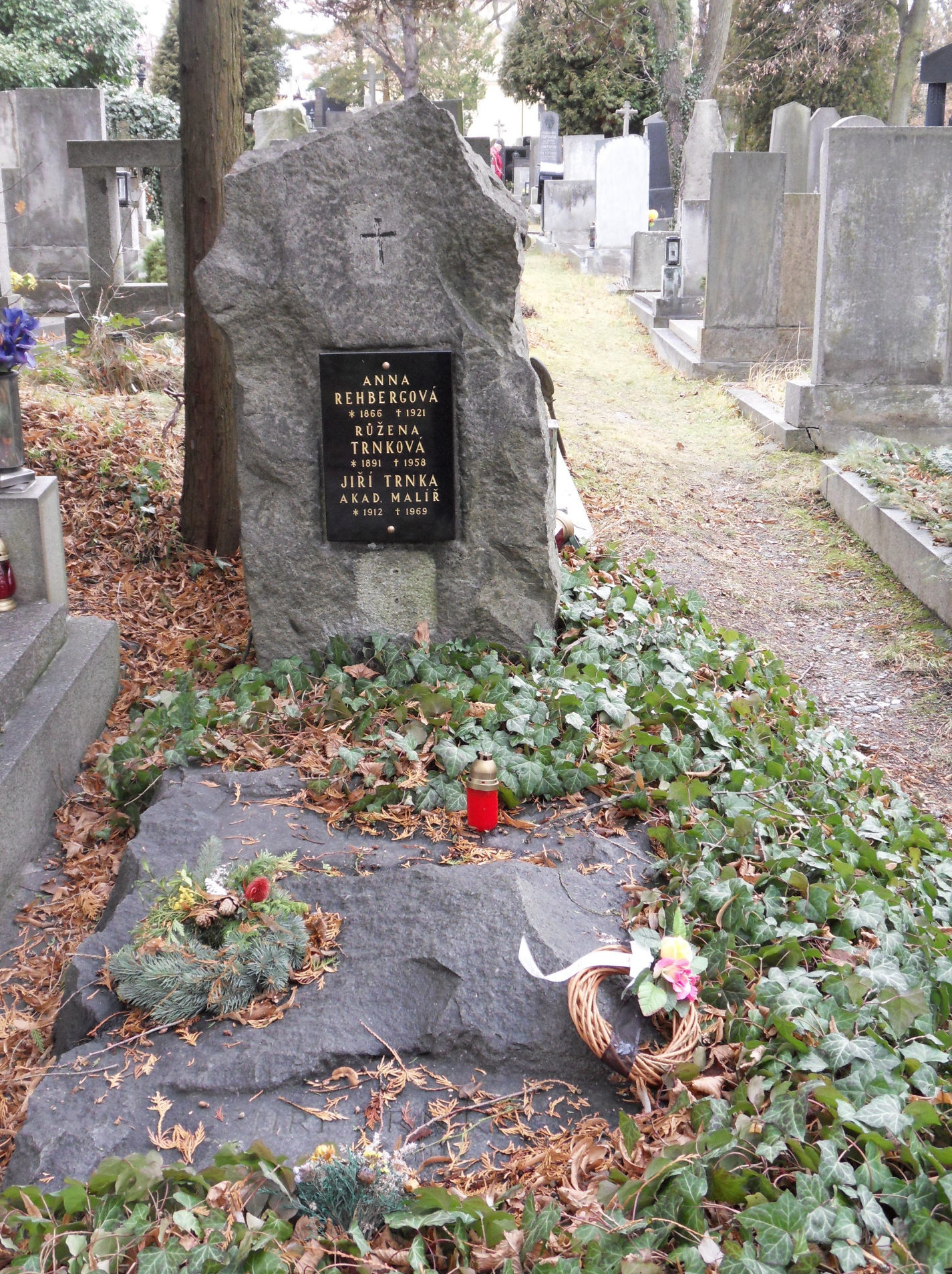
مقبرهٔ یرژی ترونکا در گورستان مرکزی پلزن

ییرژی ترونکا (چکی: Jiří Trnka؛ ۲۴ فوریه ۱۹۱۲ – ۳۰ دسامبر ۱۹۶۹) یک کارگردان فیلم، فیلم‌نامه‌نویس، تهیه‌کننده، نویسنده، نقاش، مجسمه‌ساز، عروسک‌گردان و پویانمای برجستهٔ اهلِ جمهوری چک بود.
بیشتر آثار او در واقع برای بزرگسالان و با اقتباس از آثار ادبی ساخته شده بود و وی را «والت دیزنی اروپای شرقی» لقب داده بودند.
او بابت یک عمر فعالیت در زمینهٔ ادبیات کودکان و نوجوانان، در سال ۱۹۶۸ میلادی، برندهٔ جایزه هانس کریستیان آندرسن شد.
از آثار او می توان به رؤیای شب نیمه تابستان اشاره کرد.